# 丽贝卡·萨廷
丽贝卡·萨廷（英語：Rebecca Sattin，1980年10月29日—），澳大利亚女子赛艇运动员。她曾代表澳大利亚参加2004年夏季奥林匹克运动会赛艇比赛，获得女子四人双桨铜牌。